# Cerradomys scotti
Cerradomys scotti é uma espécie de roedor da família Cricetidae. Pode ser encontrada na Bolívia, Paraguai e Brasil.